# Steingaden

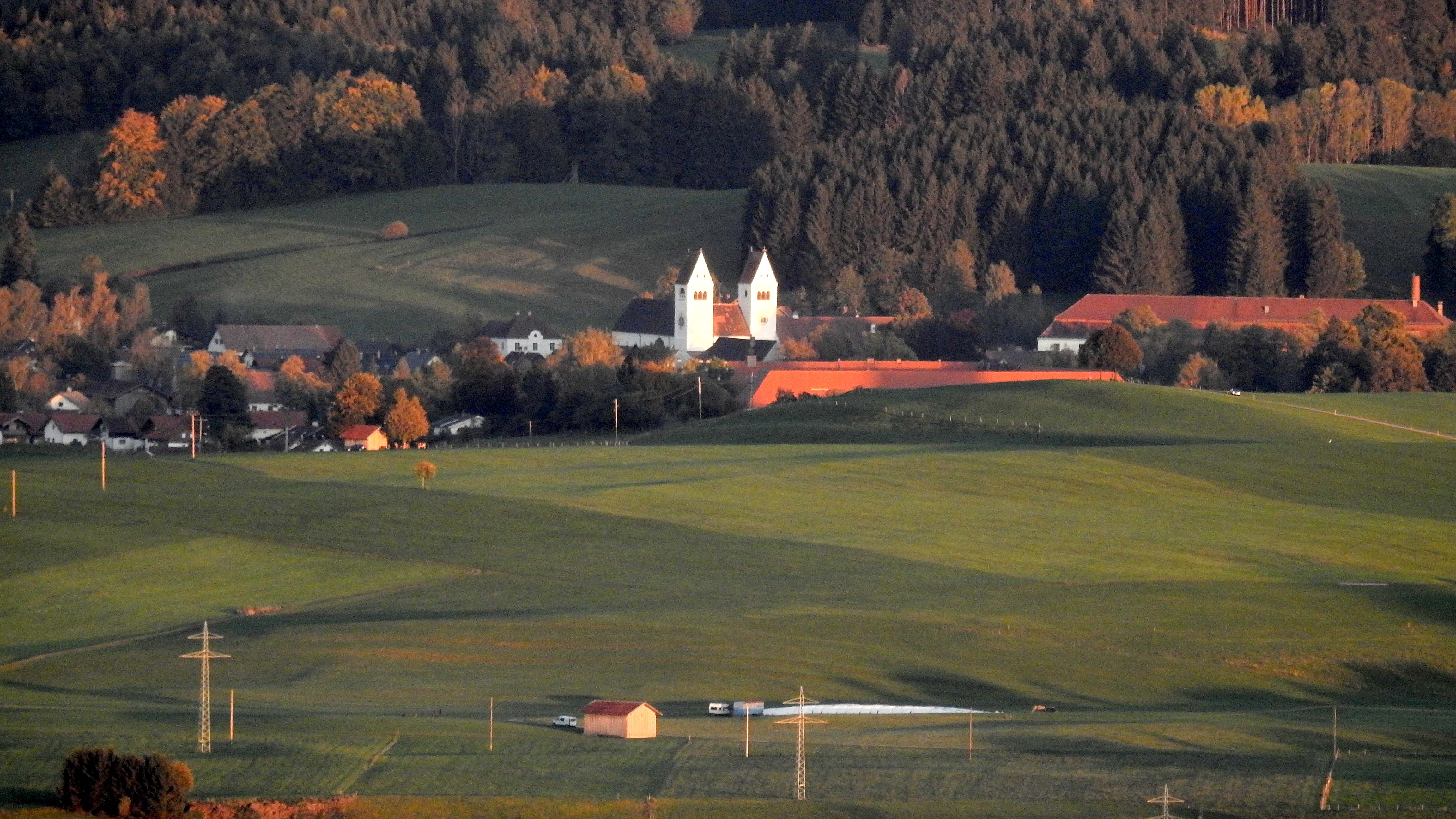
Steingaden in der Abendsonne

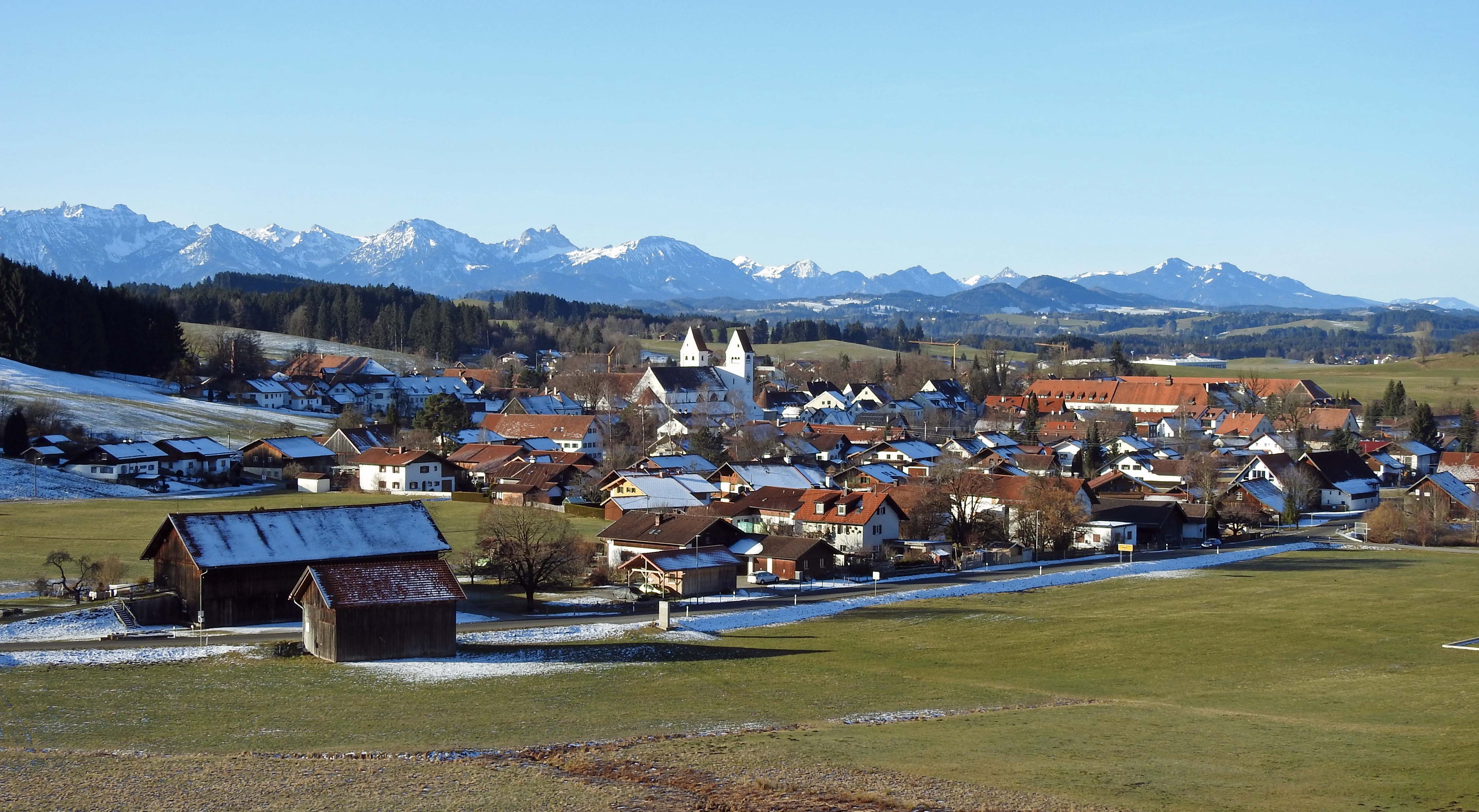
Steingaden von Nordosten

Steingaden ist eine Gemeinde und ein Pfarrdorf im oberbayerischen Landkreis Weilheim-Schongau. Der Ort Steingaden ist ein staatlich anerkannter Erholungsort.
Die Gemeinde beherbergt mit der international weithin bekannten Wieskirche und dem Welfenmünster zwei Baudenkmäler herausragender Bedeutung.

## Geografie

### Lage
Die Gemeinde liegt im Alpenvorland an der Grenze zwischen Oberbayern und dem Allgäu. Nächste größere Städte sind Füssen 19 km südwestlich, Kaufbeuren in 27 und Garmisch-Partenkirchen in 29 km Entfernung (jeweils Luftlinie).
Die Illach durchquert das Gemeindegebiet in Ost-West-Richtung. In Steingaden vereinigen sich einige Bäche zum Neuhauser Bach, der etwa 2 km weiter nördlich in die Illach mündet. Diese wiederum fließt dem im äußersten Westen der Gemeinde gelegenen Lechstausee Urspring und damit dem Lech zu. Der Badesee Bismarckweiher liegt am nördlichen Ortsrand.

### Gemeindegliederung
Es gibt 53 Gemeindeteile (in Klammern ist der Siedlungstyp angegeben):
- Biberschwöll (Weiler)
- Bichl (Einöde)
- Boschach (Weiler)
- Brandach (Weiler)
- Brandstatt (Einöde)
- Butzau (Weiler)
- Deutenhof (Einöde)
- Deutensee (Einöde)
- Egart (Einöde)
- Engen (Einöde)
- Fronreiten (Dorf)
- Gagras (Einöde)
- Gmeind (Einöde)
- Gogel (Weiler)
- Graben (Weiler)
- Hiebler (Weiler)
- Hirschau (Weiler)
- Ilberg (Einöde)
- Ilgen (Einöde)
- Illach (Weiler)
- Jagdberg (Weiler)
- Karlsebene (Weiler)
- Kellershof (Weiler)
- Kohlhofen (Einöde)
- Kreisten (Einöde)
- Kreuzberg (Weiler)
- Kuchen (Einöde)
- Langau (Einöde)
- Lauterbach (Dorf)
- Lechen (Einöde)
- Lindegg (Einöde)
- Litzau (Weiler)
- Maderbichl (Dorf)
- Moos (Einöde)
- Oberengen (Einöde)
- Reitersau (Weiler)
- Resle (Einöde)
- Riesen (Dorf)
- Sandgraben (Weiler)
- Schlatt (Einöde)
- Schlauch (Einöde)
- Schwarzenbach (Einöde)
- Staltannen (Dorf)
- Steingädele (Dorf)
- Steingaden (Pfarrdorf)
- Tannen (Einöde)
- Thal (Einöde)
- Unterengen (Einöde)
- Urspring (Kirchdorf)
- Vordergründl (Weiler)
- Wies (Kirchdorf)
- Wiesle (Einöde)
- Zöpfhalden (Einöde)

## Geschichte
Der Ort Steingaden gehörte zur geschlossenen Hofmark des 1147 von Welf VI. gegründeten Prämonstratenserklosters Steingaden, das 1803 im Zuge der Säkularisation aufgehoben wurde. Die früher großenteils zum Kloster gehörigen umliegenden Orte Fronreiten, Lauterbach und Urspring wurden im Zuge der Verwaltungsreformen im Königreich Bayern 1818 zu selbständigen politischen Gemeinden. Der Ort Steingaden gehörte zur Gemeinde Urspring.
Fronreiten, Lauterbach und Urspring wurden am 1. April 1939 zur Gemeinde Steingaden zusammengefasst. Im Zuge der Gemeindegebietsreform schloss sich Steingaden mit umliegenden Gemeinden am 1. Mai 1978 zur Verwaltungsgemeinschaft Steingaden zusammen.

### Einwohnerentwicklung
Zwischen 1988 und 2018 wuchs die Gemeinde von 2461 auf 2905 um 444 Einwohner bzw. um 18 %.
| Jahr      | 1840 | 1871 | 1900 | 1925 | 1939 | 1950 | 1961 | 1970 | 1987 | 1991 | 1995 | 2000 | 2005 | 2010 | 2015 |
| Einwohner | 1417 | 1565 | 1850 | 2031 | 1973 | 3051 | 2418 | 2368 | 2443 | 2561 | 2699 | 2730 | 2748 | 2745 | 2744 |

### Wappen
|                         | Blasonierung: „Gespalten; vorne in Rot ein silberner linkshin schreitender Greifenlöwe, hinten in Silber ein roter, auf drei Quadersteinen stehender Turm.“ |
| Wappenführung seit 1939 | |

## Politik

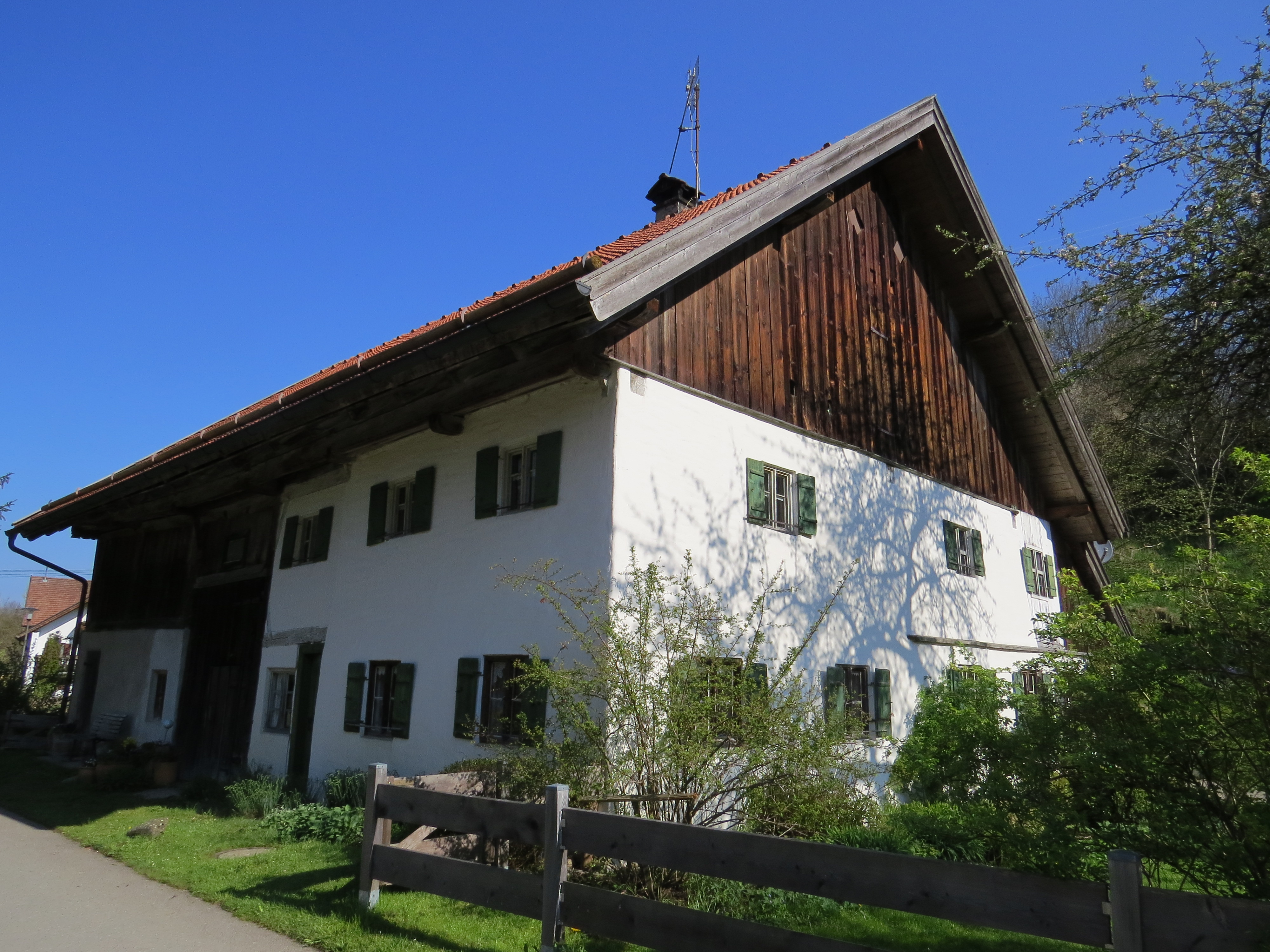
Altes Bauernhaus in Steingaden

### Gemeinderat
Die Kommunalwahl am 15. März 2020 führte zu folgendem Ergebnis:
| Partei / Liste                            | Stimmenanteil | Sitze | Ergebnis 2014    |
| CSU/Unabhängige Wähler/Parteifreie Wähler | 54,2 %        | 8     | 70,7 %, 10 Sitze |
| Frauenliste                               | 13,7 %        | 2     | 29,3 %, 4 Sitze  |
| Liste für Steingaden                      | 23,0 %        | 3     |                  |
| Pro Steingaden                            | 09,1 %        | 1     |                  |
| Wahlbeteiligung: 72,1 %                   |               |       |                  |

### Bürgermeister
Bürgermeister war ab 1996 Xaver Wörle. Er wurde bei der Kommunalwahl 2014 mit 83,5 % der gültigen Stimmen im Amt bestätigt. 
Am 15. März 2020 wurde Max Bertl von der CSU zum Bürgermeister von Steingaden gewählt.

## Kultur und Sehenswürdigkeiten

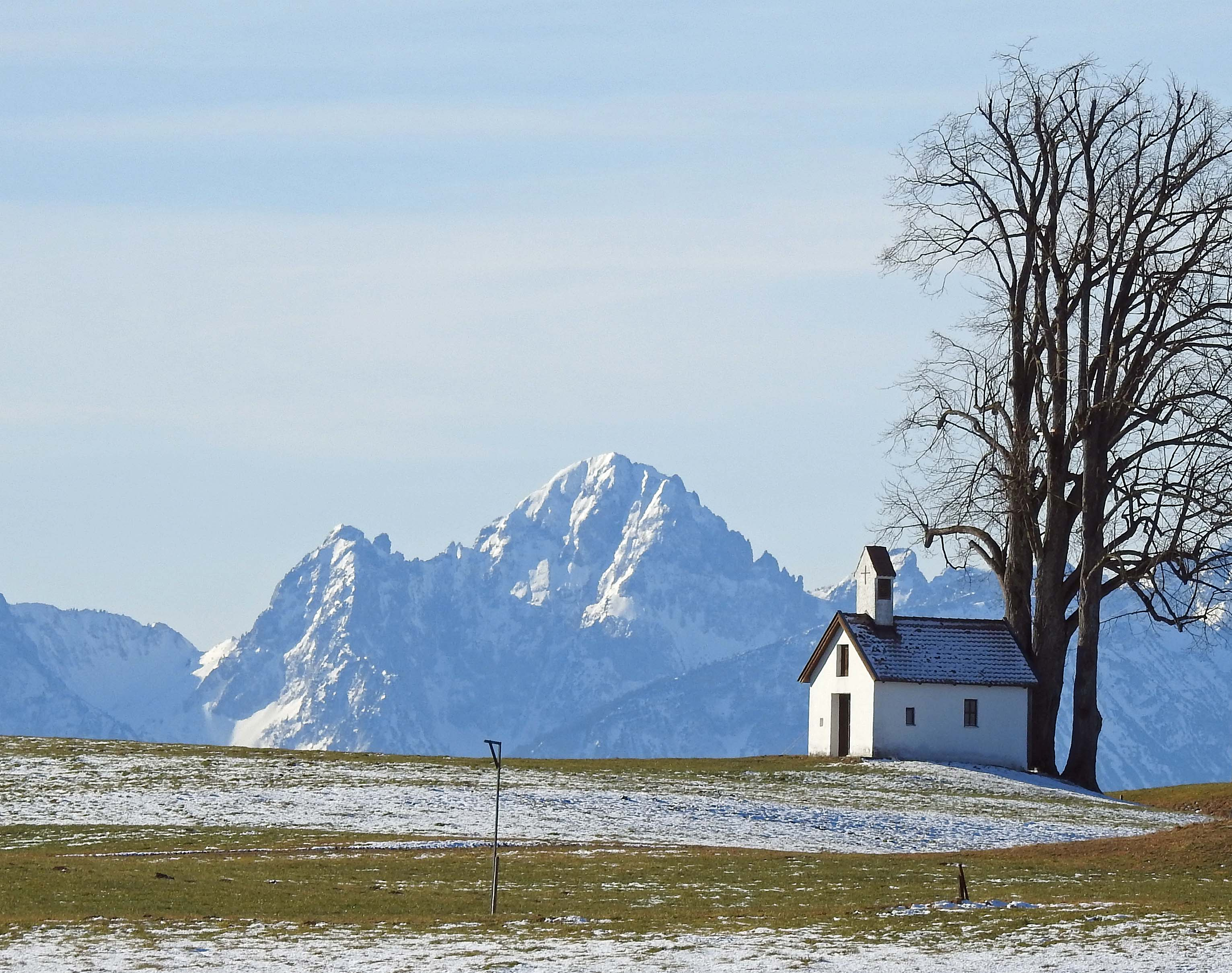
Wegkapelle bei Kellershof

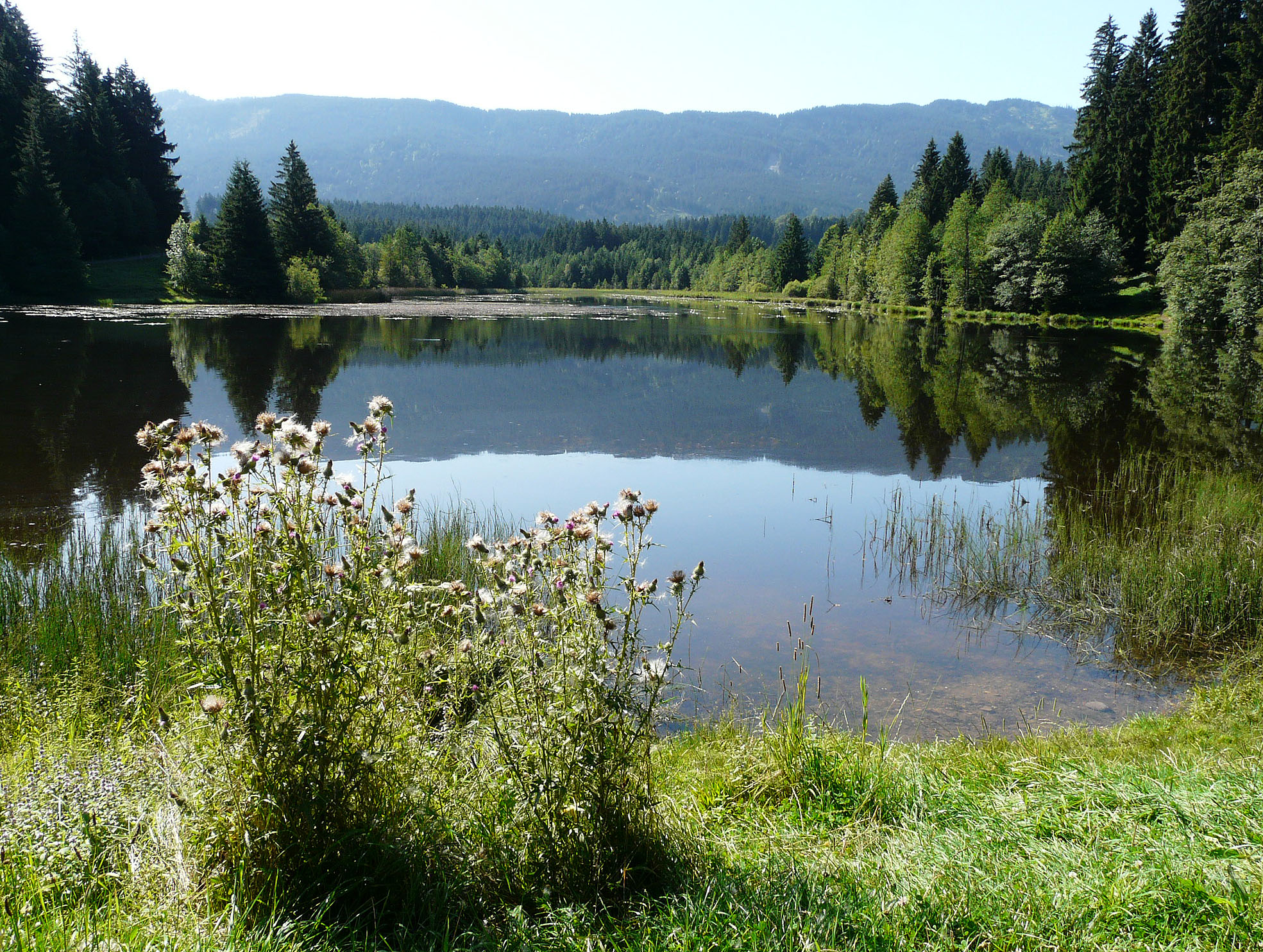
Oberer Lindegger See

### Bauwerke
- Wieskirche, die Wallfahrtskirche „Zum gegeißelten Heiland auf der Wies“. Das Werk der Brüder Dominikus und Johann Baptist Zimmermann wurde von 1746 bis 1754 im reinsten Rokokostil erbaut und ist als UNESCO-Weltkulturgut anerkannt.
- Wallfahrtsmuseum in der Wies
- Welfenmünster, eine ehemalige Prämonstratenserkirche, 1176 im romanischen Stil erbaut, ist jetzt Pfarrkirche.
- Klostermuseum im Pfarrhof
- Wallfahrtskirche Mariä Heimsuchung in Ilgen
- Wallfahrtskirche St. Ulrich auf dem Kreuzberg
- Filialkirche St. Maria Magdalena in Urspring

### Musik
Kirchenmusik im Welfenmünster: Die Gestaltung der Liturgie obliegt im Wesentlichen dem Steingadener Kirchenchor und der Schola. Der Chor besteht aus ca. 60 Mitgliedern. Die Musikliteratur erstreckt sich vom gregorianischen Choral über Motetten, Choräle und Orchestermessen bis zum neuen geistlichen Lied. Der Chor wirkte auch mit bei den großen Freilichtaufführungen „Welfs Erbe“ und „Wunder Wies“.
In der Wieskirche werden jedes Jahr von Mai bis September die Konzertreihen „Festlicher Sommer“, „Abendkonzerte“ und „Musik im Pfaffenwinkel“ veranstaltet.

## Wirtschaft und Infrastruktur
In der Wirtschaft der landwirtschaftlich geprägten Gemeinde spielt der Tourismus eine große Rolle.

### Bildung
Mit der Grund- und Mittelschule Steingaden bietet die Gemeinde eine öffentliche Schule für ca. 150 Grundschüler und ca. 175 Mittelschüler (Stand: Schuljahr 2020/21). Im Gemeindegebiet liegen außerdem die christliche Bildungs- und Erholungsstätte Langau und die Landvolkshochschule Wies, ein Bildungs- und Tagungszentrum.

### Verkehr
Die Gemeinde und der relativ zentral gelegene Hauptort werden in Nord-Süd-Richtung von der Bundesstraße 17 durchquert.
Diese wird in Steingaden von der Staatsstraße 2059 gekreuzt. Die Deutsche Alpenstraße verläuft von Süden kommend auf der B 17 und verlässt Steingaden auf der St 2059 östlich Richtung Oberammergau.
Seit Mai 2024 hält zudem der DAV BergBus (Linie 996) Richtung Wieskirche und München-Pasing in Steingaden. Die Buslinie wird nur während der Sommersaison am Wochenende bedient und liegt komplett im Tarifgebiet des MVV.

## Persönlichkeiten

### Söhne und Töchter der Gemeinde
- Augustin Bauer (1735–1784), Prämonstratenser, Abt des Klosters Steingaden 1777–1784
- Alois Ramis (* 11. Juni 1763 in Engen; † 16. September 1820 in München, bestattet in München, Alter Südfriedhof), Professor der Mechanik an der Handwerks-Feiertagsschule Franz Xaver Kefers und seit 1809 zusätzlich „Mechanicus academicus“ an der Bayerischen Akademie der Wissenschaften
- Michael Mößmer (1843–1922), Landtagsabgeordneter und Bürgermeister von Urspring
- August Splitgerber (1844–1918), Landschaftsmaler
- Alfred Eckbrecht von Dürckheim-Montmartin (1850–1912), Kommandierender General des II. Königlich Bayerisches Armee-Korps und Vertrauter König Ludwigs II.
- Paul Bauer (1880–1948), Offizier
- Günther Neureuther (* 1955), Judokämpfer
- Rainer Fabich (* 1958), Komponist, Filmkomponist, Musiker und Dozent
- Margret Gilgenreiner (* 1969), Schauspielerin und Kabarettistin

### Mit der Gemeinde verbundene Persönlichkeiten
- Johann Georg von Lori (1723–1787), Hofrat am Münz- und Bergwerkskollegium; er betrieb in Zusammenarbeit mit Propst Franz Töpsl und Andreas Felix von Oefele die Gründung der Bayerischen Akademie der Wissenschaften.
- Gilbert Michl (1750–1828), letzter Abt des Klosters Steingaden von 1786–1803, starb in Steingaden
- René Reinicke (1860–1926), deutscher Maler und Illustrator, starb in Steingaden
- Karl Eberth (1877–1952), General der Artillerie, starb in Steingaden
- Erik Liebermann (* 1942),  deutscher Cartoonist, lebt in Steingaden
- Julius Höfer (* 1992), deutscher Volleyballspieler, spielte von 2001 bis 2006 beim TSV Steingaden